# رودولف شولز
رودولف شولز (انگلیسی: Rudolph Scholz; ۱۷ ژوئن ۱۸۹۶ – ۹ دسامبر ۱۹۸۱) بازیکن راگبی ۱۵ نفره اهل ایالات متحده آمریکا بود.
وی در مسابقات کشوری و بین‌المللی در مجموع برندهٔ ۲ مدال طلا شده‌است.